# ویتنی
longitudeویتنیlatitudeویتنی
ویتنی (به انگلیسی: Witney) یک شهرک در بریتانیا است که در آکسفوردشر واقع شده‌ است.

## خصوصیات
ویتنی ۲۲٬۷۶۵ نفر جمعیت دارد.

## خواهرخوانده
شهرهای اونترهاخینگ و لو توکه خواهرخوانده‌های ویتنی هستند.

## نگارخانه

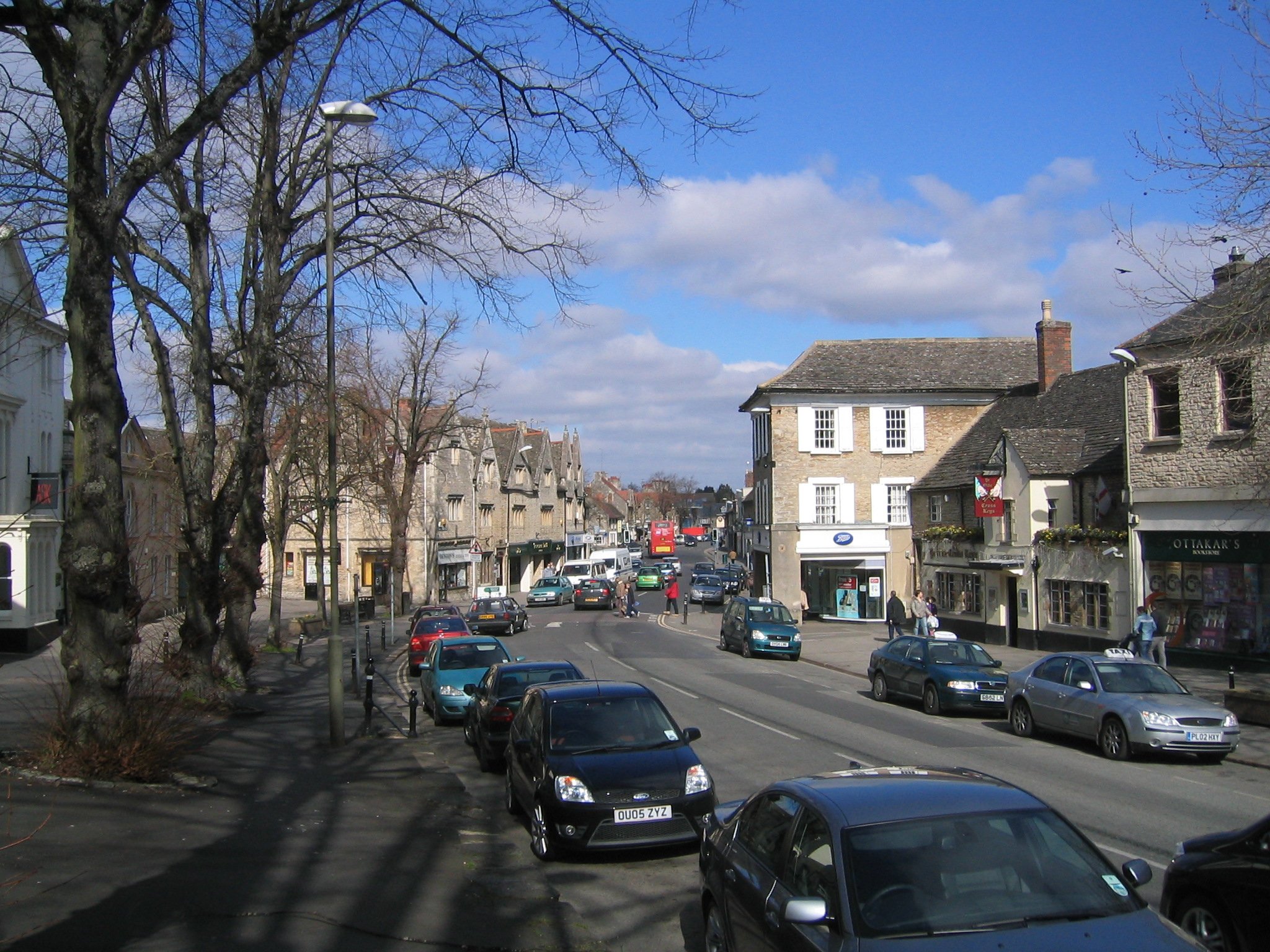
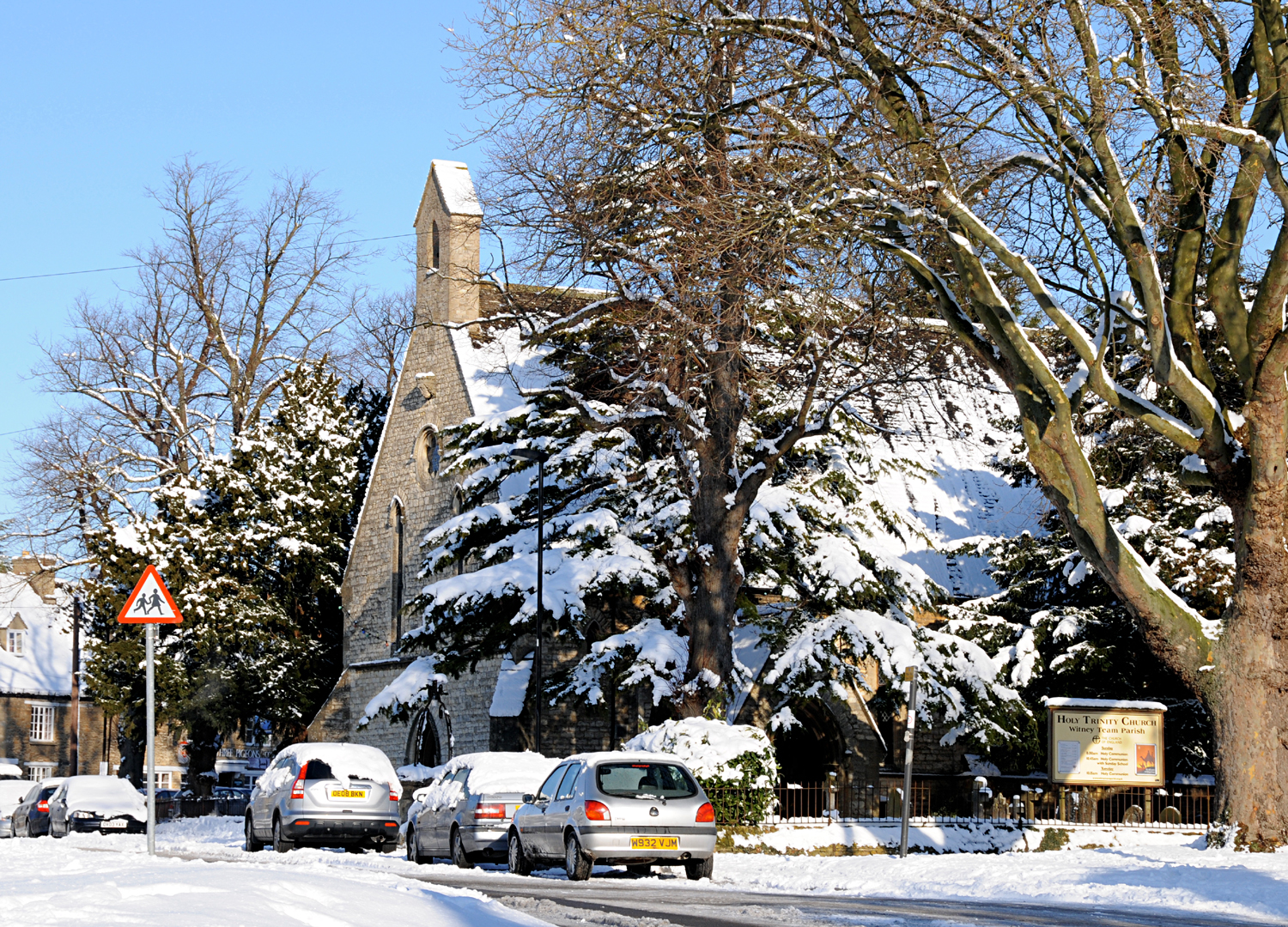
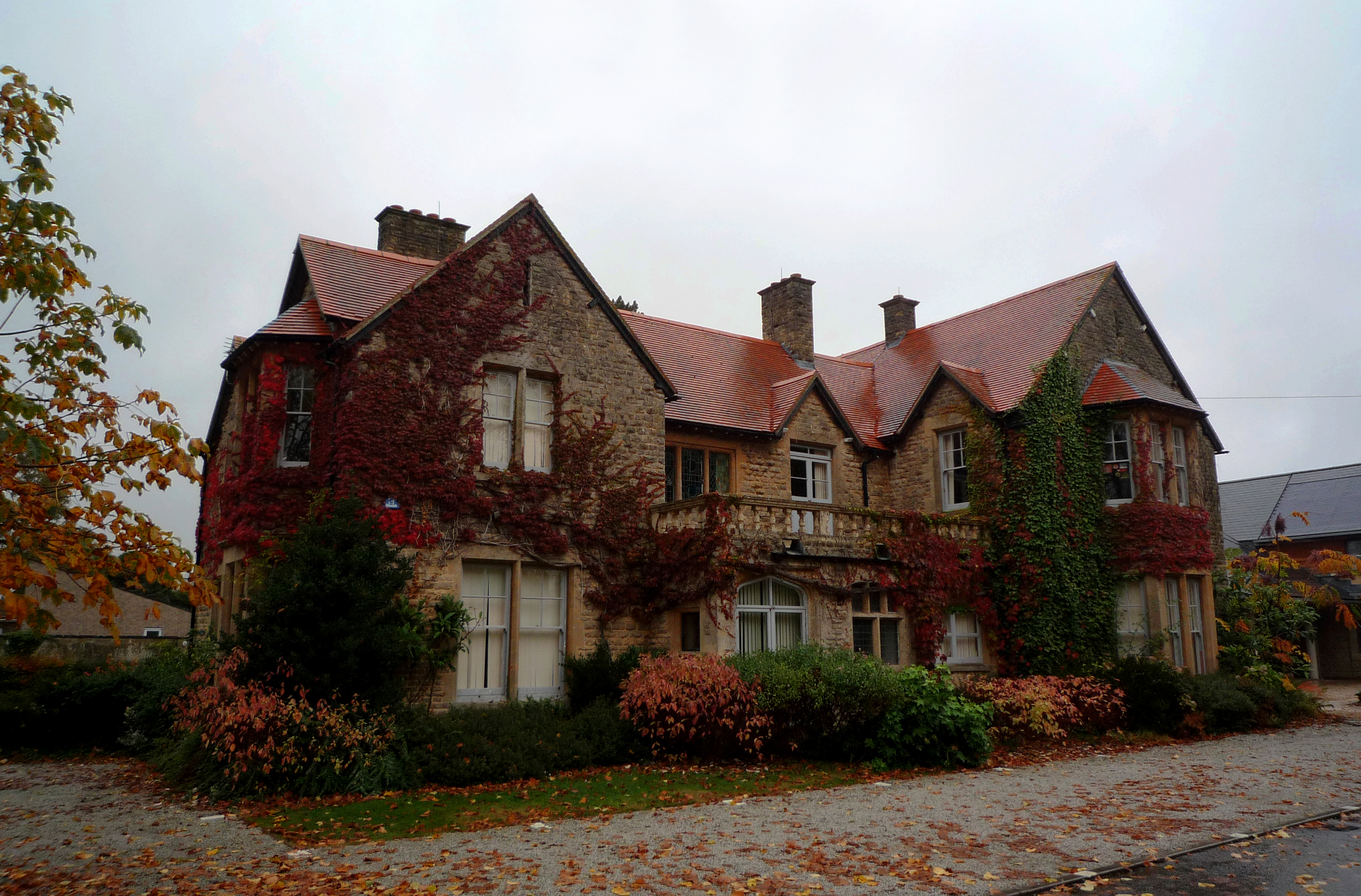